# Raúl Correia Mendes
Raúl Augusto Leiro Mendes Correia (1949-2015) fue un periodista y director de cine angoleño. Trabajó para Televisão Pública de Angola (TPA) como camarógrafo, editor, productor y director.

## Biografía
Correia Mendes nació el 3 de septiembre de 1949 en Luanda. Inició su carrera profesional como productor de televisión en TVA en 1972, trabajando en programas de deportes, música y noticias. En 1974 se incorporó a Televisão Pública de Angola y formó parte del equipo que realizó la primera transmisión televisiva oficial en el país africano.
Falleció en Luanda en marzo de 2015. El ministro angoleño de Comunicación Social, José Luís de Matos, emitió un comunicado público en su memoria.

## Películas
- Algodão, 1977
- Sahara a coragem vem no vento. Cortometraje documental, 1977.
- Bom Dia Camarada, 1978
- Ouro branco de Angola, 1978
- Louanda Luanda, 1980
- O Encontro, 1980
- O Legado do Gigante, 1980
- A Nossa Musica, 1980
- Kitala, 1982
- Jidanti Jimba, 1982